# Arno Semmel
Arno Semmel (* 5. August 1929 in Selchow, Pommern; † 10. Oktober 2010) war ein deutscher Geograph, Geologe und Geomorphologe.

## Leben und Wirken
Arno Semmel studierte in Rostock, Berlin und Frankfurt am Main. Er war am Hessischen Landesamt für Bodenforschung in Wiesbaden als Geologe beschäftigt, war kurzzeitig Wissenschaftlicher Rat und Professor am Geographischen Institut der Universität Würzburg und ab 1970 Professor am Institut für Physische Geographie der Universität Frankfurt am Main. Die Universität Heidelberg verlieh ihm die Ehrendoktorwürde.

## Forschungsschwerpunkte
Semmel machte sich durch die Erforschung der Schuttdecken und Deckschichten im mitteldeutschen Raum verdient. Zu seinen Forschungsschwerpunkten zählten die Bodengeographie, die Periglazialmorphologie und die angewandte konventionelle Geomorphologie. Arno Semmel veröffentlichte Arbeiten über pleistozäne Reliefformung in Hessen, rezente Periglazialgebiete, und die Geomorphologie der Bundesrepublik Deutschland.

## Mitgliedschaften und Ehrungen
- Mitglied der Deutschen Bodenkundlichen Gesellschaft
- Auszeichnung mit der Albrecht-Penck-Medaille(1994)